# William J. Connell
William J. Connell é um cidadão estado-unidense, professor de história e regente da cadeira de Estudos Italianos (Italian Studies) da Universidade Seton Hall (Seton Hall University), do estado de Nova Jersey (New Jersey), Estados Unidos da América.
Apesar de estar localizada no estado de Nova Jersey, a Universidade Setton Hall está situada somente a catorze quilômetros de distância da cidade de Nova York (New York City).
A Universidade de Seton Hall é uma das muitas instituições de ensino superior católicas diocesana dos Estados Unidos. Ela foi fundada em 1856 pelo primeiro bispo James Roosevelt Bayley da cidade de Newark, Nova Jersey,
Welcome from the Office of Mission and Ministry.
James Roosevel Bayley deu o nome de Setton a esta universidade em honra e celebração de sua mãe, Ann Setton, uma pioneira do sistema educacional católico estado-unidense e a primeira mulher nascida em solo norte-americano a ser consagrada Santa pelo Vaticano.
De acordo com o reverendo Anthony J. Figueiredo, diretor executivo do programa de Missão e Ministério da Universidade Setton Hall, além das matérias curriculares oferecidas pela universidade, esta instituição, através de seus docentes, tanto pelos/as religiosos/as e quanto pelos/as leigos/as, procura-se imbuir e promover em seus alunos e alunas da identidade católica